# Блажове
Блажо́ве — село в Україні, у Рокитнівській селищній громаді Сарненського району Рівненської області. Населення становить 1380 осіб.

## Історія
Перша письмова згадка про село Блажове датується 1600 роком. На початку XVII століття на березі річки Ствига польський купець Шолом Бліжовський та його брат Йосип побудували перші хати. Звідси походить село та його назва.
Перша назва села — Бліжов, з 1946 року — Блажево, з 1969 року — Блажове.
За результатами третього поділу Польщі (1795) територія с. Блажове перейшла до Російської імперії, Мозирського повіту. Селянство становило основний склад населення.
Перша світова війна зумовила загальний занепад господарства. П'ять жителів села були призвані на службу до царського війська, повернулося двоє.
За умовами Берестейського мирного договору в лютому 1918р землі Волині захопили австро-німецькі війська.
За Ризьким мирним договором село Блажове відійшло до складу Польщі.
З 1921 року по вересень 1939 року село — під владою Польщі. А у вересні 1939 року Блажове в складі західно — українських земель приєднано до УРСР. В період з липня 1941 року по січень 1944 року село, окуповане німецькими загарбниками, входило до складу Сарненського повіту Волинсько-Подільської округи райхскомісаріату «Україна».
На фронтах німецько-радянської війни воювало 95 жителів села, 65 з них не повернулося. 4 січня 1944 року з Рокитнівшини було вигнано нацистських окупантів частинами 143 стрілецької дивізії Червоної армії (командир дивізії генерал-майор Заїкін).

## Населення
Згідно з переписом УРСР 1989 року чисельність наявного населення села становила 1244 особи, з яких 594 чоловіки та 650 жінок.
За переписом населення України 2001 року в селі мешкало 1375 осіб. 100 % населення вказало своєю рідною мовою українську мову.

## Сільська рада
Блажівська сільська рада утворена в 1940 році. Під час війни головою був Борисовець Микита Семенович.
У вересні 1954 року до Блажівської сільської ради приєдналася Залавська. Першим головою об'єднаної ради був Кулакевич Герасим Романович, секретарем — Кулакевич Дмитро Андрійович.
Нове приміщення сільської ради було побудоване в 1972 році, головою був обраний Ковальчук Анатолій Петрович, секретарем — Кулакевич Марія Василівна. Ковальчук Анатолій Петрович був на посаді сільського голови до 1975 року.
З 1975 року по 1979 рік головою сільської ради був Мусійчук Василь Іларіонович, секретарем — Мельник Володимир Овсійович.
З 1979 року по 5 березня 1985 посаду голови обіймав Кравченя Іван Васильович, секретарем був — Турцевич Дмитро Данилович.
До складу Блажівської сільської ради входять села Блажове, Більськ, Залав'я. Загальна площа — 20431,5 га. Геральдика сільської ради затверджена рішенням сесії Блажівської сільської ради від 28 грудня 2002 року № 35 «Про герб, прапор і положення, про зміст, опис та порядок використання символіки сільської ради».
З 05 березня 1985 року до 2015 року головою сільської ради був Смик Василь Єрмійович, секретарем — Коханевич Єва Романівна. На виборах 25 жовтня 2015 року головою сільської ради обрана Кулакевич Оксана Іванівна, секретарем з 2002 року продовжує працювати Коханевич Єва Романівна.
Відповідно до Розпорядження Кабінету Міністрів України від 12 червня 2020 року № 722-р «Про визначення адміністративних центрів та затвердження територій територіальних громад Рівненської області» увійшло до складу Рокитнівської селищної громади

## Освіта

### Блажівська загальноосвітня школа
9 листопада 1884 році в с. Блажове відкрилася перша церковно — приходська школа. Перший вчитель — відставний унтер-офіцер Іван Савонович. З 1895 року село знаходилось під владою Польщі. Школа знаходилась в хаті Ілька Бліжовського, вчителькою була Позя Посівна. Навчання велося польською мовою. В 1910—1911 роки — трьохрічна школа з однозмінним навчанням.
При встановлені радянської влади в 1939 році школа організована в тій самій хаті що і при Польщі. Навчання в школі було двозмінне. Перша вчителька Марія Даценко. Цю школу було спалено в 1944 році. При окупації школа не працювала.
Навчання відновилося знову в 1946 році, після закінчення німецько-радянської війни.
В 1970 році школу реорганізовано у восьмирічну. А в 1981 році було збудоване сучасне двохповерхове приміщення Блажівської ЗОШ I—III ст., директор школи на даний час — Степанча Василь Аскольдович.
В школі створено краєзнавчий музей, який неодноразово займав призові місця у обласних конкурсах. Блажівська ЗОШ І-ІІІ ступенів має два комп'ютерні класи, спортивний та тренажерний зали.

### Дошкільний навчальний заклад «КАЛИНКА»
Блажівський дошкільний навчальний заклад «Калинка» розміщений у двохповерховому приміщенні і зданий в експлуатацію в 1995 році. Розрахований на 6 вікових груп.
В літній період функціонує 2 вікові групи.
Через несправність опалювальної системи даний заклад працює сезонно.

## Релігія

### Церква Покрови Пресвятої Богородиці
В 1897 році внаслідок великої пожежі в селі Блажове згоріла перша дерев'яна церква, дата будівництва якої не збереглася. В 1903—1904 роках було побудовано велику дерев'яну церкву.
Навесні 1983 року за наказом місцевої влади військовим тягачем церква була зруйнована. У 1990 році Церква Покрови Пресвятої Богородиці була відбудована заново, на тому самому місці.
Першим наставником у ново відбудованій церкві був отець Василій, який служив з 1991 року по 1993 рік, потім служили: отець Володимир з 1993року по 1996 рік, та отець Петро з 1996 по 2002 рік. На даний час настоятелем храму є протоієрей отець Василь Іванович Рошко.

### Церква Християн Віри Євангельської
Також на території села функціонує Українська Церква Християн Віри Євангельської. В повоєнні роки церква була в житловому будинку на хуторі. Після того, як хутори ліквідували, члени церкви пішки ходили на богослужіння в сусіднє село. Пізніше богослужіння проводились в хаті жителя села Блажове — Кибукевич Микити.
В 1991 році на кошти членів церкви був викуплений недобудований будинок жителя села Ростківського Фелікса Степановича. Дата закінчення будівництва — 1993 рік, просвітер — Колодич Петро Іванович. При церкві функціонує недільна школа, яку відвідують понад 35 дітей.

## Колгосп
В жовтні 1948 року в с. Блажове утворено колгосп ім. С. А. Ковпака. До його складу входило 38 колгоспників, 2 пари волів, плуг, борона. Перший голова колгоспу Кулакевич Микита Данилович.
В 1956 р. утворено колгосп «Україна» з жителів сіл Блажове, Більськ, Залав'я, Голова колгоспу — Мисюкевич Антон Лук'янович. Сільське господарство набуло піднесення. Виконувалися і перевиконувалися господарські плани. Перемога колгоспного ладу відкрила трудовому селянству шлях до заможного і культурного життя. Почалася розбудова села.
В 1971 році до села прокладена шосейна дорога, а у 1995 році до села прийшла асфальтова дорога.

## Відділення зв‛язку
Відділення зв‛язку села Блажове було засноване у 1975 році в тому приміщенні, де і зараз знаходиться.
Першою завідувачкою відділення була Коханевич Галина, листоношами працювали Пацюкевич Єва Гаврилівна та Коханевич Єва Сергіївна.
З 1972 року завідувачкою відділення стала Кулакевич Уляна Іванівна, яка працює і на даний час. Листоношами працюють Маринич Федора Іванівна, та Масовець Наталія Савівна.
Відділення зв‛язку надає широкий вибір послуг, передплата періодичних видань, переказ коштів, надсилання, приймання телеграм та ін.

## ФАП
Точної дати заснування першого Блажівського ФАПу не збереглося. Нове приміщення було побудоване в 1978 році. Завідувачами пункту були Кибукевич Марія Петрівна, дитячі медсестри — Кравченя Тетяна Петрівна та Коханевич Любов Миколаївна. Кибукевич Марія Петрівна, працювала з 1978 року по 2007 рік, в 2007 році вийшла на пенсію.
На даний час завідувачкою є Маринич Юлія Петрівна, дитячою медсестрою — Кулакевич Галина, санітаркою — Кулакевич Н. М.
В приміщенні будівлі є акушерський кабінет, аптека, кабінет педіатра.

## Будинок культури
Перший Блажівський клуб був у хаті місцевої жительки Пацюкевич Параски Василівни. Сучасна будівля будинку культури була побудована в 1976 році.

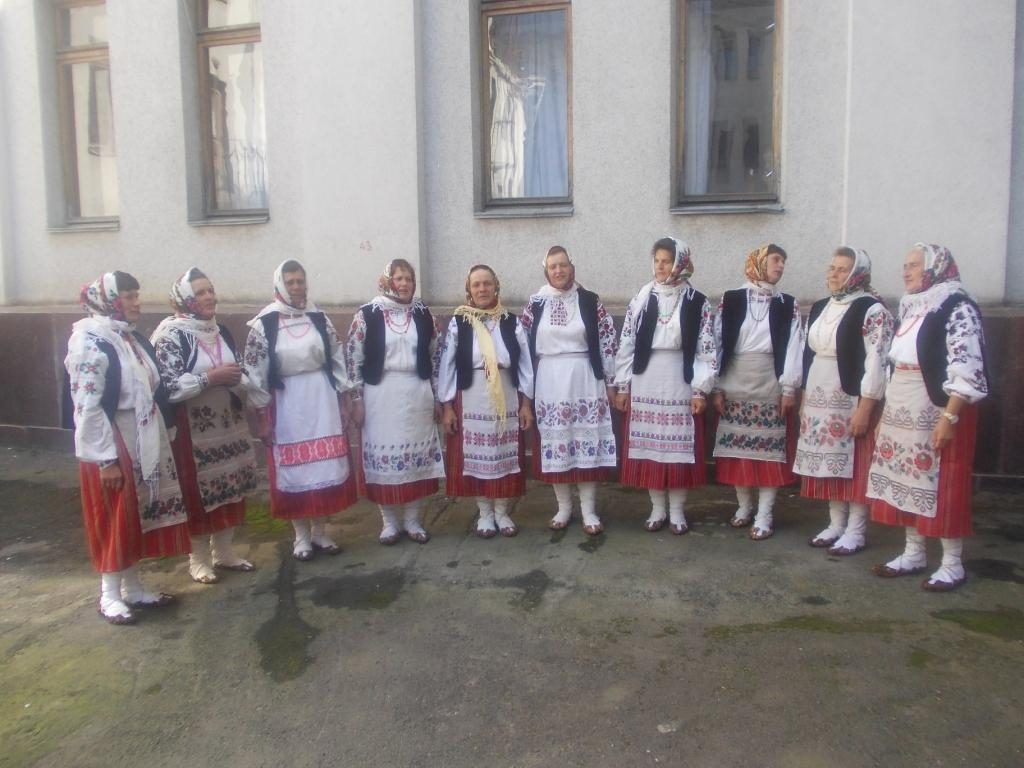
аматорсько — фольклорний колектив «Блажевчанка»

Основною діяльністю цього культурно — освітнього закладу є розвиток аматорського мистецтва, відродження та збереження народних традицій, свят та обрядів; дозвіллєва та культурна діяльність. На базі БК створений зразковий фольклорний колектив «Пролісок», до складу якого входить понад 20 дітей, керівник Коханевич І. І. Під керівництвом Радько Т. А. був створений народний аматорсько — фольклорний колектив «Блажевчанка», до складу якого входять: Кибукевич М. С., Кибукевич Н. С., Кибукевич Л. В., Кулакевич Є. І., Мисюкевич Н. Г., Кулакевич В. Р., Кулакевич В. І., Кибукевич О. А., Рогульчик Н. І., Борисовець Г. Т. Цей фольклорний колектив діє вже більше 20 років, у 2009 році отримав звання народного, представивши обрядове дійство «Випікання короваю». Аналога автентичним костюмам та постолам учасниць «Блажевчанки» в Рівненській області більше не існує.

## Торговельне обслуговування
На території села Блажове функціонує понад 7 торговельних точок, з них 6 приватних та 1 державна.
Торговий центр «Ствига» побудований у 2003 році. Форма власності — державна. Торговий центр належить до Березівського ССТ. Завідувачка торгового центру — Мисюкевич Світлана Петрівна, яка працює з 2003 року. Торговий центр «Ствига» має такі відділи: продуктовий магазин, бар, магазин продовольчих товарів.

## Відомі люди
Кибукевич Сергій Олексійович [Архівовано 18 травня 2015 у Wayback Machine.]
Народився 7 жовтня 1902 року в селі Блажове Рокитнівського району Рівненської області. В грудні 1943 року був призваний на фронт, воював на Першому Українському фронті, повернувся у 1947 році. За свої подвиги був нагороджений орденом Слави ІІІ ступеня, орденом Вітчизняної війни ІІ ступеня, та багатьма медалями.
Коханевич Денис Михайлович [Архівовано 18 травня 2015 у Wayback Machine.]
Народився 3 жовтня 1925 року в селі Блажове Рокитнівського району Рівненської області в сім'ї селянина, закінчив 3 класи Польської школи. 5 березня 1944 року був призваний на фронт. Повернувся додому з перемогою. За свої бойові подвиги був нагороджений високими нагородами уряду.
Нагороди:
Медаль «За визволення Варшави»,
Медаль «За взяття Берліна»,
Медаль «За перемогу над Німеччиною в Великій Вітчизняній війні 1941—1945 рр.»
Ювілейна медаль «Двадцять років перемоги у Великій Вітчизняній війні 1941—1945 рр.»,
Ювілейна медаль «Тридцять років перемоги у Великій Вітчизняній війні 1941—1945 рр.»,
Ювілейна медаль «Сорок років перемоги у Великій Вітчизняній війні 1941—1945 рр.»,
Ювілейна медаль «70 років Збройних Сил СРСР», Ювілейна медаль «50 років визволення України», Ювілейна медаль «50 років збройних сил СРСР», Ювілейна медаль «60 років збройних сил СРСР», Денис Михайлович до самої пенсії працював на склозаводі смт. Рокитно, за свою працю був нагороджений високими нагородами.
Пацюкевич Іван Степанович [Архівовано 18 травня 2015 у Wayback Machine.]
Народився в 1922 році в с. Блажове Рокитнівського району Рівненської області в сім'ї селянина, закінчив 2 класи школи. В грудні 1943 році пішов на фронт. З жовтня 1943 році воював у складі 4 Західного стрілецького полку, з вересня 1944 року — у складі 353 стрілецького полку — стрільцем, з липня 1945 року — 285 стрілецька дивізія, був коригувальником кулемета. В 1944 році був поранений, з фронту повернувся в 1947році. За свої подвиги нагороджений орденом «За відвагу»,орден Вітчизняної війни ІІ степеня, медаллю «За перемогу над Німеччиною в Великій Вітчизняній війні 1941—1945 рр.», та всіма ювілейними нагородами.
Працював у колгоспі «Україна» і за свою працю нагороджений медаллю «Ветеран праці».

## Видатні люди села
- Кулакевич Станіслав Андрійович (1991—2014) — молодший сержант ЗСУ, учасник російсько-української війни.
- Мисюкевич Марина Данилівна народилася 5 червня 1932 року на хуторі в селі Глинне, Рокитнівського району. Мати Марини Данилівни — Рябущиць Христина Григорівна працювала в господарстві КСП «Україна». Батько Рябущиць Данило Матвійович не повернувся з війни. Загинув біля Рівного в селі Яблунька. Після війни сім'я Марини Данилівни переїхала в село Блажове. З 17 років почала працювати в колгоспі ланковою. В 1952 році народила дочку. За досягнуті успіхи нагороджувалася грамотами і була переможцем соціалістичних змагань.

В 1973 році удостоєна нагороди «Ордена Леніна» та звання Героя Соціалістичної праці. Також нагороджена срібними медалями в 1971, 1973, 1975 роках. Неодноразово вибиралася депутатом районної та обласної ради.
Померла Марина Данилівна восени 2010 року.
У публічно-шкільній бібліотеці створена музейна експозиція «Герой Соціалістичної праці Мисюкевич Марина Данилівна»